# Толковый словарь Деххода
Толковый словарь Деххода (перс. لغت نامه دهخدا‎) — словарь персидского языка, созданный Али-Акбаром Дехходой и выпущенный в 1931 году. Состоит из 200 томов, является крупнейшим энциклопедическим словарём персидского языка. 
Включает в себя значения и объяснения лексики, встречающейся в литературных и исторических сочинениях. Вместе с тем в этом словаре нет многих научных и технических терминов, вошедших в персидский язык уже после его составления. Современное крупноформатное (ок. 30×50 см) издание словаря имеет 67265 страниц в три столбца мелким шрифтом.

## Особенности словаря
Словарь содержит около 200 тысяч лексем, большинство из которых подкрепляется примерами. Приводя столь значительное количество примеров, Деххода не только стремился прояснить значение слова, но и имел в виду следующие два обстоятельства:
- Он хотел показать лексему в её историческом развитии.
- Автор предполагал пояснить эволюцию значения той или иной лексемы на протяжении истории классического персидского языка.

Некоторые другие особенности:
- Словарь содержит словосочетания, а для уточнения произношения каждого слова используются огласованные буквы.
- В словаре приводится подробный курс грамматики персидского языка, кроме того в нём зафиксирована диалектальная лексика различных районов Ирана.
- В словаре предпринята попытка поместить в его корпус большую часть понятий и выражений предшествующих поколений, извлечённых из различных текстов, и сравнить их с французской лексикой. Биографии персоналий и история топонимов были тщательно изучены, в индексах приводятся источники по каждой теме.
- В словаре напротив соответствующего слова приводятся изображения растений, животных, персоналий, карты, таблицы, экономическая статистика, а также алфавиты различных народов.